# Ligament annulaire du stapès
 (mai 2024).
Le ligament annulaire du stapès (ou de la base de l'étrier ou de l'étrier) est un anneau de tissu conjonctif et élastique qui relie la base de l'étrier à la fenêtre du vestibule de l'oreille interne. Il forme la syndesmose tympano-stapédiale.

## Aspect clinique
La calcification et le durcissement du ligament annulaire du stapès (otospongiose) est une cause fréquente de surdité chez l'adulte.